# Robin Rivaton
Robin Rivaton, né le 17 juillet 1987 à Firminy (Loire), est un entrepreneur et investisseur français, ainsi qu'un essayiste de droite libérale, spécialisé dans les problèmes de l'immobilier et des nouvelles technologies.

## Biographie

### Origines familiales et formation
« Avec des racines [...] dans le monde ouvrier », il grandit à Firminy, ancien centre sidérurgique de la banlieue de Saint-Étienne.
Il termine ses études secondaires au lycée public Albert Camus, obtenant un baccalauréat scientifique.
Il mène ensuite ses études supérieures à Sciences Po Paris jusqu'à un master en droit économique (2011), puis obtient un master grande-école[pas clair] en management de l'ESCP Europe (2012).

### Carrière dans le secteur privé
Après ses études, il rejoint le groupe de conseil en stratégie Boston Consulting Group (BCG) comme consultant junior (associate)[réf. nécessaire].
En avril 2016, il entre dans le cabinet de Valérie Pécresse au conseil régional d'Île-de-France comme conseiller chargé de l’attractivité et du développement économique. En septembre, il est nommé à la direction générale de Paris région entreprises (PRE), l'agence de promotion de la région Ile-de-France, aujourd'hui appelée « Choose Paris Region ». La promotion de la région ayant porté ses fruits auprès d'entreprises ayant quitté Londres après le Brexit,, il quitte ses fonctions en 2018.
Après avoir été investisseur en capital risque, il devient en 2022 associé et président de la société Stonal (anciennement « Foncière Numérique »), fondée par Michel Tolila en 2017. La société lève 20 millions d'euros en 2022 et 100 millions d'euros en 2024. Il est également le co-fondateur de Vibiscus, une deeptech spécialisée dans l'acoustique.

### Expertise dans le secteur immobilier
En mars 2019, le ministre du Logement et de la Ville Julien Denormandie missionne Bernard Michel et Robin Rivaton sur la question de la transformation numérique de la construction et de l'immobilier.
Le mois suivant, Rivaton est nommé, sur proposition d'Eric Groven, membre du conseil d’administration de la Sogeprom, filiale immobilière de la Société générale. En 2022, il intègre le conseil de surveillance de CDC Habitat avec Méka Brunel.
En février 2022, il publie une note intitulée Logement, bombe sociale à venir, avertissant d'une possible crise du logement liée à la stagnation de la proportion des ménages propriétaires de leur résidence principale et l'augmentation de la multipropriété pour une minorité.
Neuf mois plus tard, le ministre délégué chargé de la Ville et du Logement, Olivier Klein, lance le Conseil national de la refondation en reprenant la formule « bombe sociale ».
En mars 2025, la Ministre du Logement Valérie Létard lance une mission d’évaluation de la réglementation environnementale en matière de construction et la confie à Robin Rivaton. 

### Essais et articles
Auteur de huit essais, il publie occasionnellement des articles dans les quotidiens (Les Échos, Le Monde, le Figaro, etc.).
Depuis 2019, il publie chaque semaine une chronique dans L'Express à propos des nouvelles technologies et des grandes innovations[source insuffisante].

### Engagements politiques (2014-2017)
Après son deuxième livre (2014), il est repéré par la classe politique. Alain Juppé, dont il est réputé proche, le qualifie d'« anti-Zemmour ».
Participant à l'émission  de Laurent Ruquier On n'est pas couché le 30 avril 2016, il indique qu'il soutient Bruno Le Maire dans la campagne des primaires du parti Les Républicains.
En septembre 2016, il est nommé conseiller économique de la campagne de Bruno Le Maire, aux côtés d'Olivier Carré. Deux mois plus tard, il est chargé d'apporter la contradiction à Arnaud Montebourg, alors candidat à l'élection présidentielle, lors d'un débat à Sciences Po.
Après la primaire de la droite et du centre, il se rallie à François Fillon, estimant que le programme d'Emmanuel Macron n'est pas libéral.
Il n'a plus d'activité politique depuis la victoire d'Emmanuel Macron.

## Publications
- Relancer notre industrie par les robots, Paris, Du Quesne, 10 septembre 2013, 105 p.
- La France est prête, Paris, Les Belles Lettres, 2 octobre 2014, 176 p.  (ISBN 978-2-7440-7450-9)
- Aux actes dirigeants, Paris, Les Belles Lettres / Fayard, 3 février 2016, 232 p.  (ISBN 2-213-69900-3), préface d'Augustin de Romanet
- Quand l’État tue la nation, Paris, Plon, 15 septembre 2016, 208 p.
- L'Immobilier demain, Paris, Dunod, 13 septembre 2017, 160 p., préface de Guillaume Poitrinal
- L'Immobilier demain, 2ème édition, Paris, Dunod, 5 février 2020, 240 p., préface de Xavier Niel
- La Ville pour tous, Paris, L'Observatoire, 24 avril 2019, 189 p.
- Guérir pauvre, qui va payer la crise ?, Paris, L'Observatoire, 22 juin 2020, 53 p.
- Souriez, vous êtes filmés, Paris, L'Observatoire, 26 mai 2021, 208 p.  (ISBN 979-1032914502)
- Sourions, nous sommes filmés, Paris, Alpha, 20 septembre 2023, 320 p.